# Ernst Josephson
Ernst Josephson (Stockholm, 16 april 1851 - aldaar, 22 november 1906) was een Zweeds kunstschilder en dichter. In zijn stijl zijn invloeden herkenbaar van het impressionisme en het symbolisme.

## Leven en werk
Josephson was de zoon van een Joodse groothandelaar en kreeg zijn opleiding aan de Koninklijke Kunsthogeschool te Stockholm. Hij maakte studiereizen naar Noorwegen, Duitsland, Frankrijk, België en Nederland, en op zijn twintigste deed hij de uitspraak dat hij Zwedens nieuwe Rembrandt wilde worden, 'of anders sterven'. In de eerste jaren van zijn schilderscarrière kopieerde hij ook diverse Rembrandts en schilderde Bijbelse taferelen in de stijl van de Hollandse meester. In Parijs studeerde hij bij de realistische kunstschilders Gustave Courbet en Jean-Baptiste Camille Corot en nam hij in 1878 deel aan de wereldtentoonstelling met zijn David en Saul.

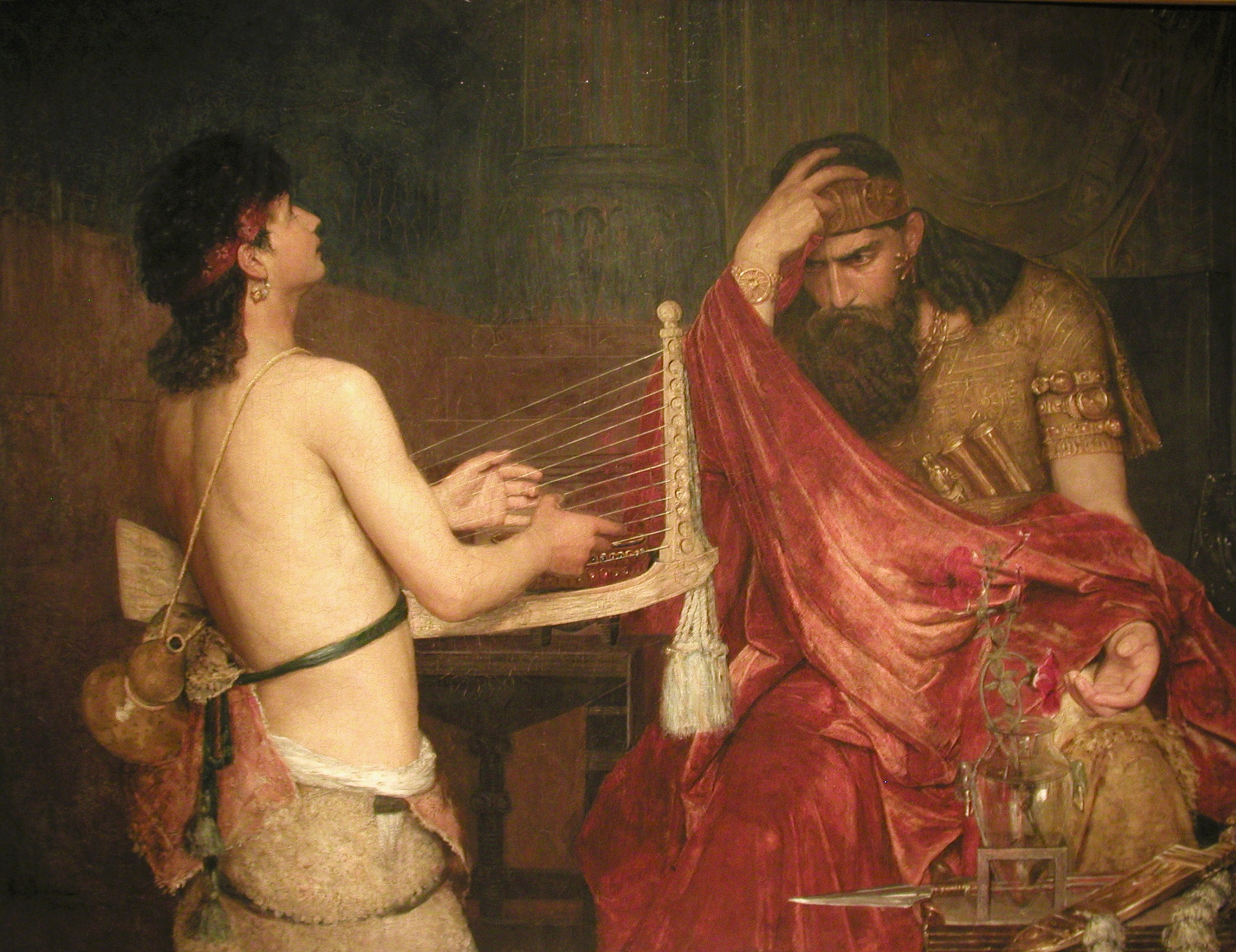
David en Saul, 1878

In de jaren 1880 vond Josephson zijn eigen stijl, onder invloed van modernistische stromingen als het impressionisme en het symbolisme. Naast genrewerken maakte hij vooral veel portretten. Zijn symbolistische schilderij Strömkarlen (1884, de waterman) kan als zijn hoofdwerk uit die jaren worden beschouwd, maar werd door het Nationalmuseum afgewezen. Het werk werd echter aangekocht door Oscar II van Zweden, waarna Josephson nog diverse nieuwe versies van het werk maakte. Strömkarlen had als kunstwerk grote invloed op diverse latere Scandinavische kunstschilders, waaronder de Noor Odd Nerdrum.
In 1888, kort na een reis naar Bretagne, kreeg Josephson een psychose met hallucinaties, grootheids- en achtervolgingswanen. Na zijn psychose maakte hij een groot aantal tekeningen, soms in een spontane, dynamische stijl, andere keren weer met precieze, vaak iteratieve lijnvoering en puntig pengebruik. Deze tekeningen werden later bestudeerd en bewonderd door Pablo Picasso en Henri Matisse.
Nadat Josephson in 1889 genezen werd verklaard van zijn psychose, begon hij opnieuw te werken. Zijn latere werk vertoont ook sporen van het expressionisme en spiritualisme. In 1893 vond in Stockholm nog een grote succesvolle retrospectieve tentoonstelling plaats van zijn werk die erg veel succes had. Geestelijk werd hij echter nooit meer helemaal de oude. De ooit zo ambitieuze kunstenaar bleek ineens een gebroken man.
Josephson was lid van de kunstenaarsvereniging 'Opponenterna', waartoe ook August Strindberg en Carl Larsson behoorden. Behalve met kunstschilderen hield hij zich ook bezig met poëzie en publiceerde diverse gedichtenbundels, waaronder "Svarta rosor" (1888, Zwarte rozen) en "Gula rosor" (1896, Gele rozen). Josephson is de grootvader van filmacteur Erland Josephson, bekend uit de films van Ingmar Bergman. In 1905 werd bij hem een ernstige vorm van diabetes geconstateerd. Hij overleed in 1906, 55 jaar oud.
Veel van Josephsons werk is te zien in het Nationalmuseum in Stockholm en het Göteborgs Kunstmuseum. Een aantal van zijn schilderijen waren van december 2012 tot mei 2013 te zien op de tentoonstelling 'Nordic Art' in het Groninger Museum.

## Galerij

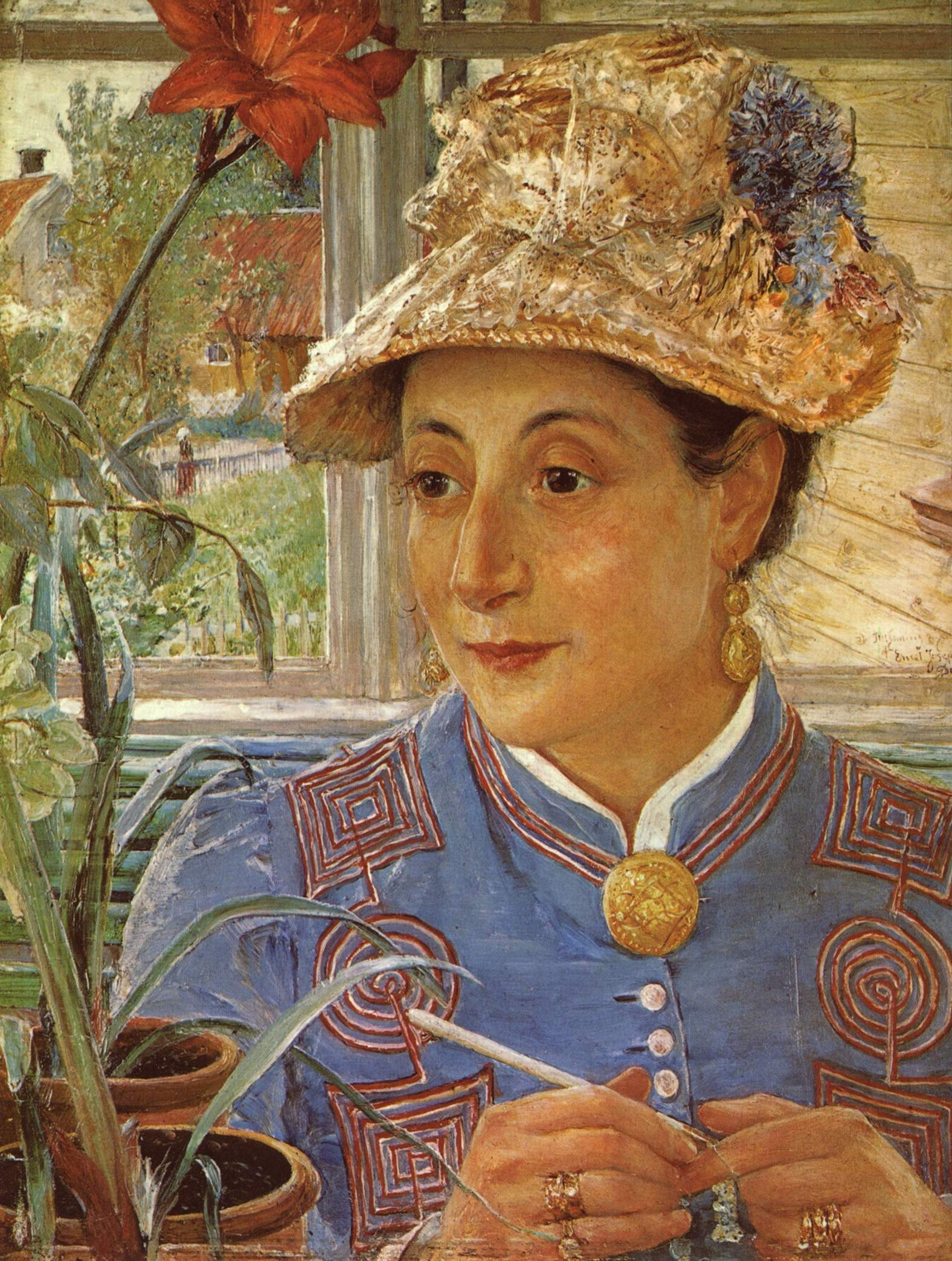
Portret van Jeanette Rubenson
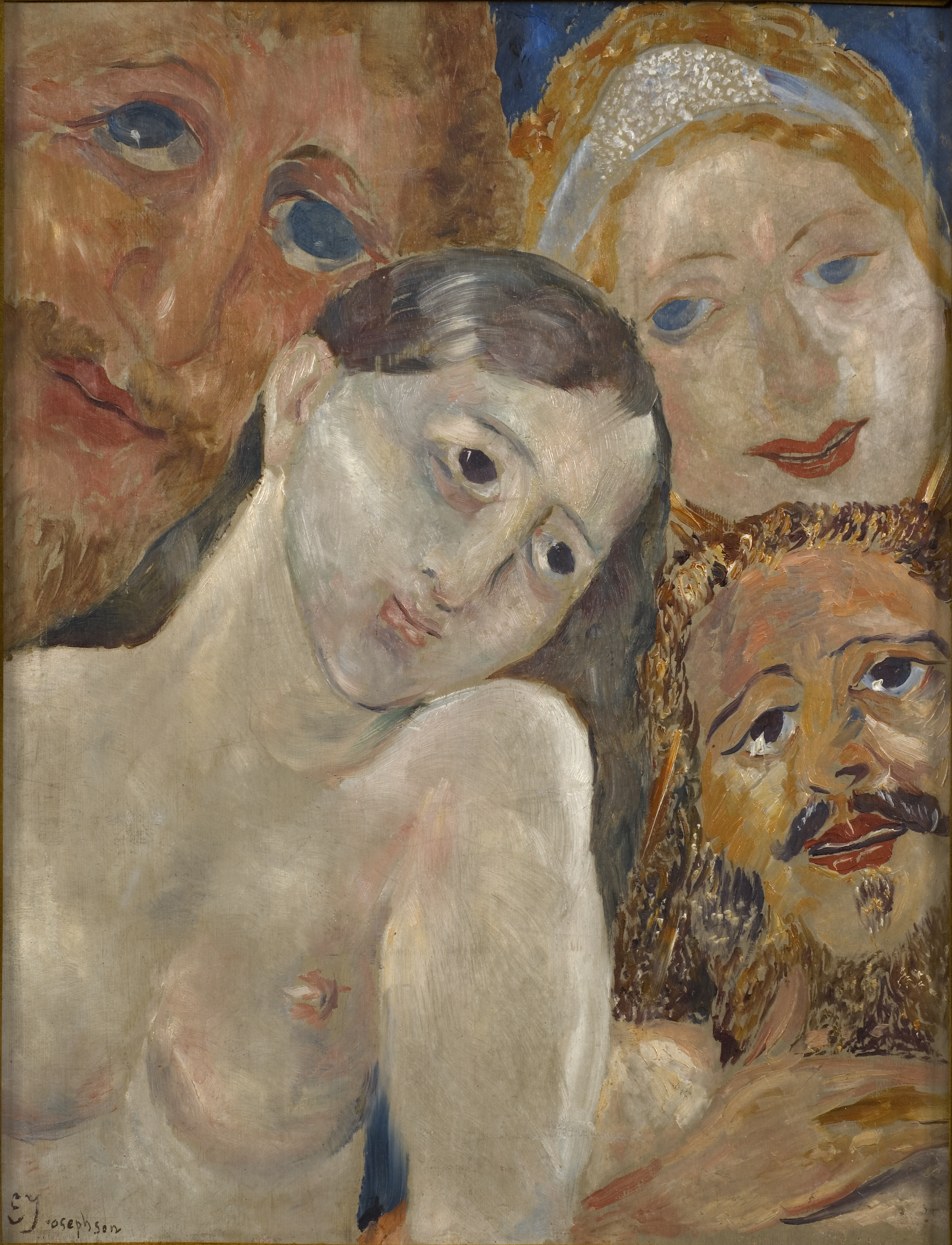
Extatische hoofden
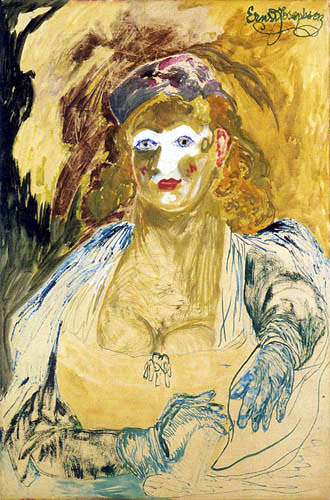
Dame in theaterloge
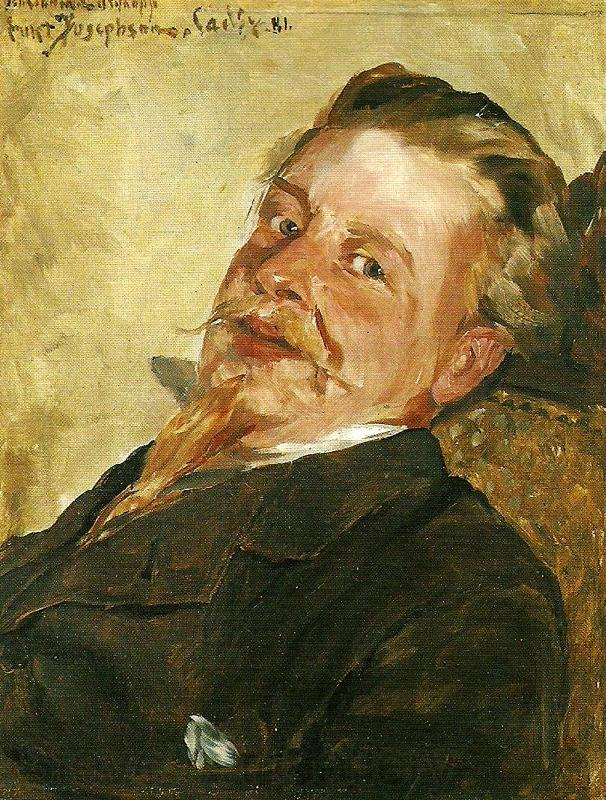
Hugo Nykopp
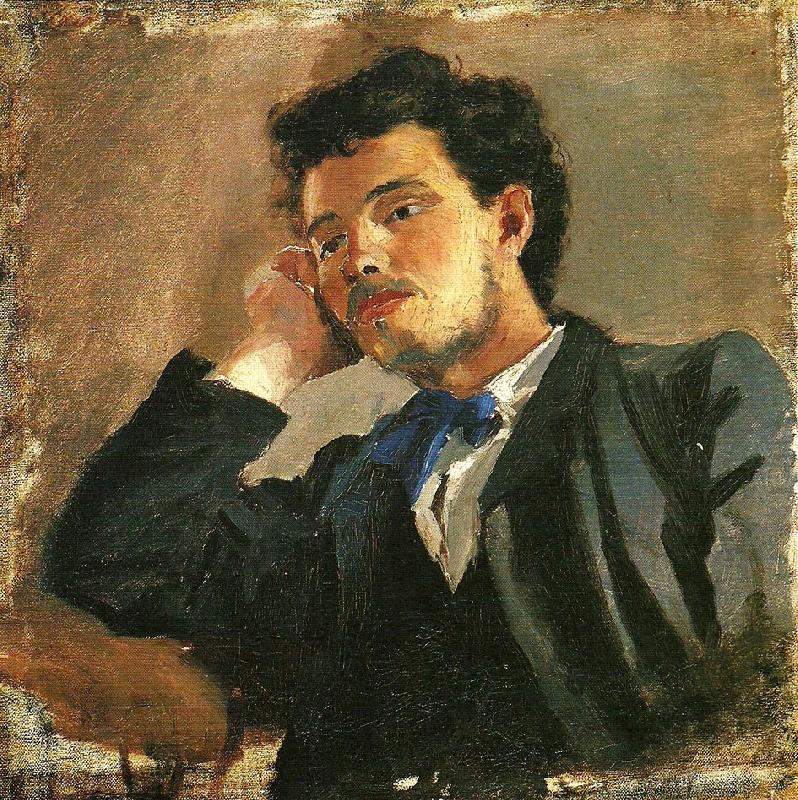
Portret van Jacob Hagg
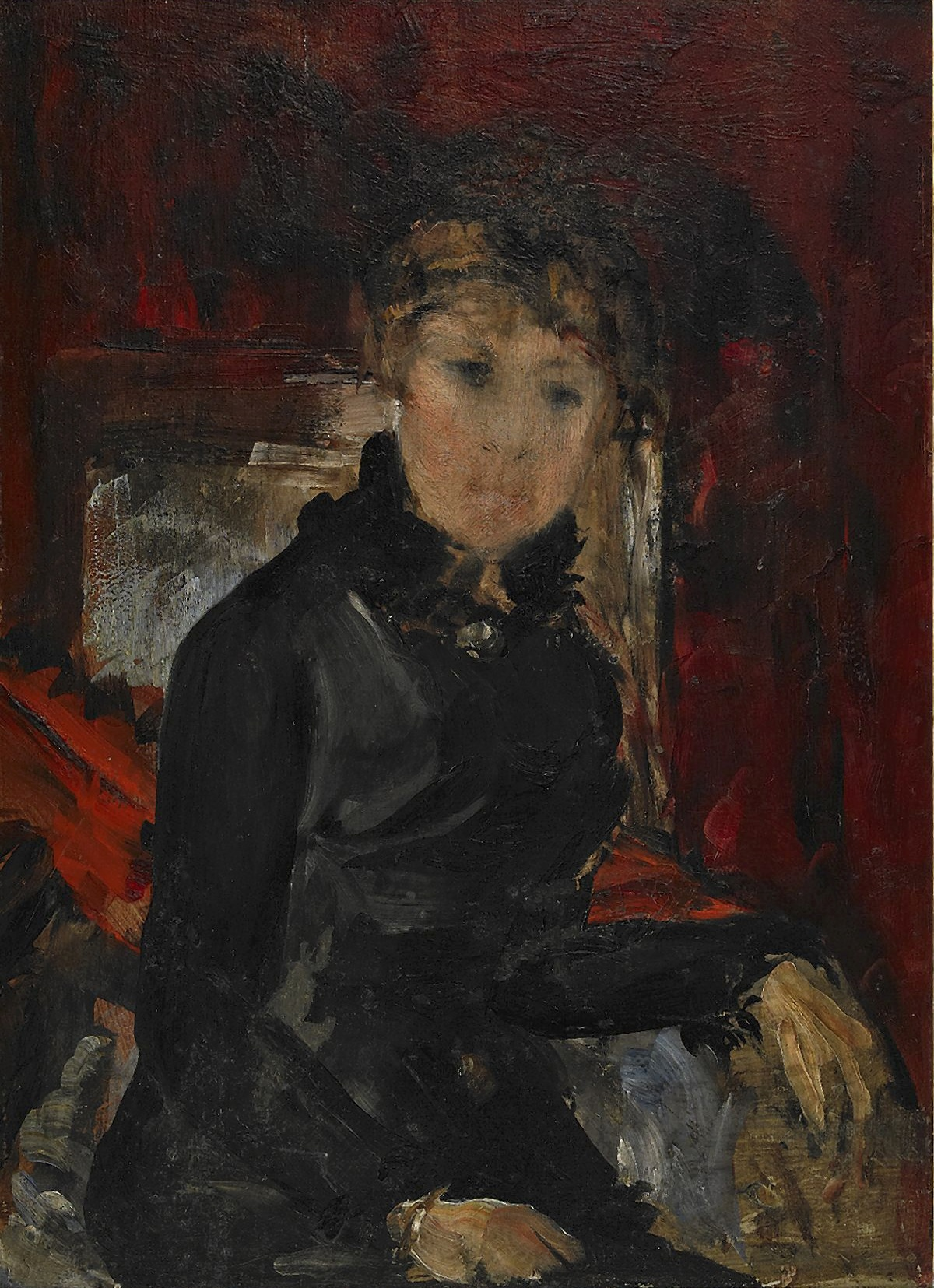
Vrouw gekleed in zwart
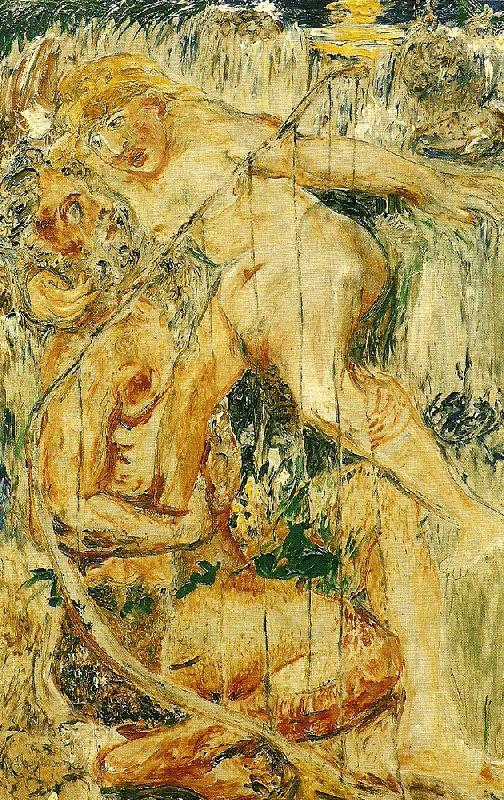
Nacken och Jungfrun
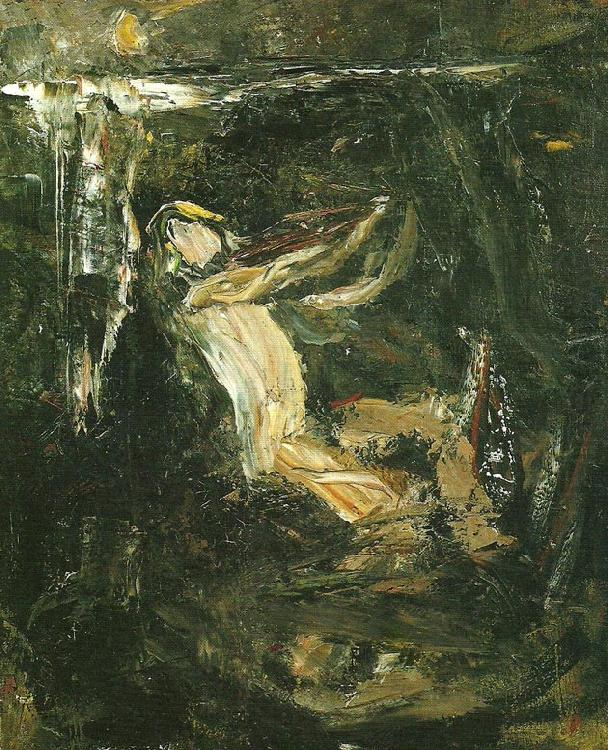
Stromkarlen I
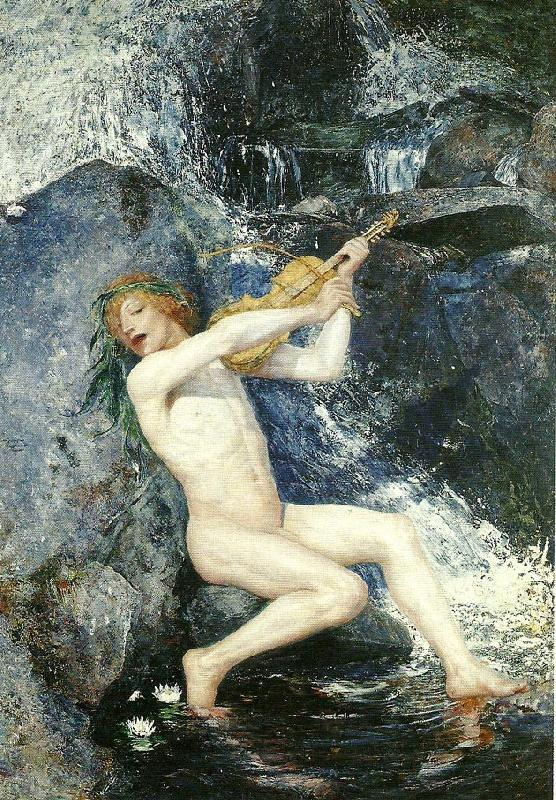
Stromkarlen II
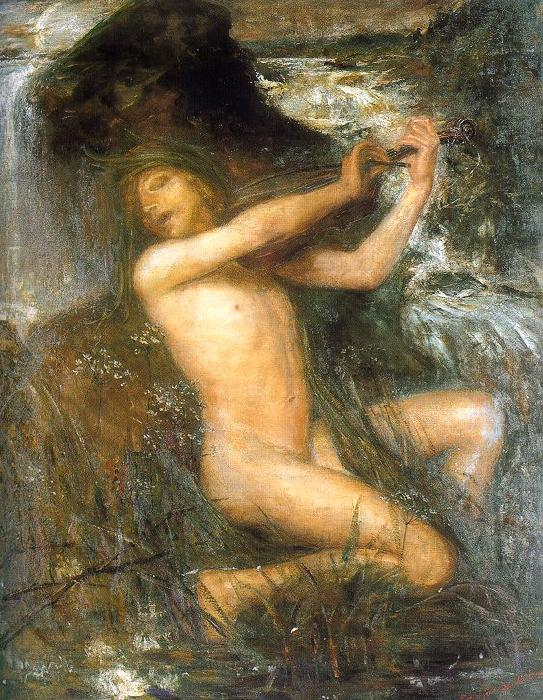
Stromkarlen III